# Sestřelení bombardéru B-17G 44-83447 25. dubna 1945
Sestřelení bombardéru B-17G 44-83447 25. dubna 1945 je událost, k níž došlo během mise amerického bombardéru B-17G Flying Fortress s/n 44-83447 z 427. bombardovací perutě 303. bombardovací skupiny zvané „Hell's Angels“, 8. letecké armády amerického armádního letectva při náletu na Plzeň v Protektorátu Čechy a Morava. Letoun poškozený střelbou z flaku explodoval a jeho trosky dopadly hlavně do zahrádkářské kolonie poblíž Skvrňan. Z osmičlenné posádky při pádu zahynuli tři letci, další čtyři padli do německého zajetí a velitel Mauger dokázal po seskoku padákem uprchnout a přejít k americkým jednotkám.

## 303. bombardovací skupina
303. bombardovací skupina vznikla 28. února 1942 a aktivována byla 3. února 1942. Většinu roku 1942 strávili vojáci skupiny výcvikem, v srpnu a září se skupina přesunula do Velké Británie, kde působila v Molesworthu v rámci 8. letecké armády (Eighth Air Force). Ta byla založena 19. února 1942 jako VIII. Bomber Command:5 a 22. února 1944 byla přejmenována na 8. leteckou armádu. 303. bombardovací skupina vzlétla k první bojové misi 17. listopadu 1942. Sloužila jako bojová vzdušná síla na evropském bojišti, především prováděla strategické bombardování nepřátelských cílů ve Francii a Německu jako např. letiště, železnice či opevněné ponorkové doky, později průmyslovou výrobu, seřaďovací nádraží či města. Svoji přezdívku „Hell's Angels“ získala dle letadla, které jako první v celé 8. letecké armádě dokončilo 25 misí.:39 Celá bombardovací skupina odlétala za 2. světové války nejvíce misí ze všech skupin 8. letecké armády, její poslední misí byl dubnový nálet na Plzeň.

## Letadlo
V 30. letech 20. století se společnost Boeing zúčastnila soutěže o dodávku 200 čtyřmotorových dálkových bombardérů, ale její prototyp havaroval, byť v soutěži exceloval svými parametry. Letecké sbory letoun objednaly v malé sérii a v roce 1938 byl uveden do služby. I následně se konstrukčně vyvíjel do mnoha variant a stal se 3. nejvyráběnějším bombardérem všech dob. Americké armádní letectvo jej během druhé světové války používalo především pro denní strategická bombardování proti nepřátelským průmyslovým a vojenským cílům. Armádní letectvo B-17 propagovalo jako strategickou zbraň, neb byl relativně rychlý, operoval ve velkých výškách, měl dlouhý dolet a těžkou obrannou výzbroj. Zároveň byl odolný a dokázal se z mise vrátit i s těžkými poškozeními.
Konkrétní letadlo 44-83447 bylo vyrobeno společností Douglas ve výrobním bloku B-17G-80-DL a dodáno k nasazení 10. dubna 1945.

## Posádka
Letounu B-17G Flying Fortress se sériovým číslem 44-83447 velel 1. pilot poručík Warren Mauger. Celou posádku tvořili:
- 1. pilot: 1./Lt. Warren F. Mauger (objevuje se i zápis Maugher)[9]
- 2. pilot: 2./Lt. William T. Burgess
- navigátor: 1./Lt. George E. Knox
- bombometčík: 2./Lt. Henry G. Moss
- radiooperátor a střelec: Matthew W. Gorden
- střelec spodní věže: S/Sgt. Francis H. Kelley
- střelec horní věže: S/Sgt. Glenn R. Walling
- střelec: Sgt. Earl M. Dugan

## Poslední let

### Průběh operace
1. americká armáda požádala o letecký útok na Škodovy závody,:22–23 protože šlo o poslední velkou a funkční zbrojovku nacistického Německa.:292 8. letecká armáda USAAF na zmíněnou žádost provedla misi č. 968, při níž zamířilo z Velké Británie na Plzeň ráno 307 B-17 z 1. bombardovací divize:92 v doprovodu 206 stíhaček P-51 Mustang, z toho 78 bombardérů mělo za cíl vojenské letiště na Borech.:92 Letce v průběhu přeletu nad cíl šokovalo bezprecedentní varování Škodováků před náletem, které bylo opakovaně odvysíláno stanicí BBC již v průběhu jejich letu. Protivzdušná obrana Plzně zahájila přípravy i přešla do stavu nejvyšší pohotovosti. Velitelství 8. letecké armády přikázalo bombardovat jen při vizuálním kontaktu, letouny se proto musely vracet nad cíl opakovaně a vzrůstalo nebezpečí sestřelu protivzdušnou obranou.
Letecký poplach byl v Plzni oznámen v 10.11. Nad Plzeň doletělo 276 letounů v doprovodu 188 stíhaček. První bomby začaly padat v 10.26 a zasáhly Lochotín,:292 tamní hořící budovy se staly orientačními body pro další nálety.

### Poškození letadla a jeho havárie
Letoun prvního poručíka Warrena Maughera patřil do 427. bombardovací perutě, která byla složkou 303. bombardovací skupiny. Bombardéru se podařilo nad Plzní shodit své bomby, když byl podle svědectví zasažen střelbou z těžkého flaku do středu trupu a do motoru na pravém křídle.:13 Podle svědectví Normana Petersona byl zasažen motor motor č. 3, okamžitě se objevily intenzivní plameny obalující celou gondolu motoru.:5 Jen omezeně ovladatelný letoun se naklonil na pravou stranu a letěl střemhlavě k zemi. Velitel Mauger nařídil posádce evakuaci, nasměroval letadlo nejlépe jak bylo možné a odešel do střelecké věže na přídi, kde spolu G. Knoxem, W. Burgessem a M. Gordenem opustili letadlo.:16 Ještě za letu létající pevnost explodovala, což letoun roztrhalo na několik částí a způsobilo velký rozptyl trosek na ploše mezi Křimicemi, Skvrňany a Radčicemi. Hlavní části letounu spadly do zahrádkářské kolonie poblíž tratě na Cheb na okraji Skvrňan, jedno z křídel severněji do polí směrem na Radčice.

### Po dopadu
Dva letci, jmenovitě Francis Kelley a Glenn Walling, zahynuli v troskách letadla. Poručík E. H. Jarland letící v jiném letadle stejné formace viděl zásah spodní kulové věže střelou z flaku a tak je pravděpodobné, že střelec F. Kelley v ní zemřel ještě před dopadem.:13 O nalezení těla Henryho Mosse nejsou záznamy, někteří členové posádky věří, že byl zabit v letadle flakem. Další čtyři letci, William Burgess, George Knox, Earl Dugan a Matthew Gorden, byli ošetřeni na křimickém zámku u hraběte Lobkowicze a následně zajati.
Velitel letounu, pilot Warren Mauger, opustil letadlo na přídi jako první.:16 Oheň mu popálil obličej a ruce. Než s určitými obtížemi otevřel padák, padal dlouho volným pádem, protože chtěl opustit oblast, kde vybuchovaly střely z flaků. Jediný další padák, který viděl, byl druhého pilota W. Burgesse.:9 Mauger se snesl na pole dřív, než něj začaly dopadat bomby shozené jiným letadlem. Nad to se k němu blížil sedlák, kterému mohl patřit jeden z okolních hořících domů, pro jistotu natáhl spoušť pistole, ale sedlák mával bílým šátkem. Odvedl jej do krytu, kde byla jeho manželka, plačící dítě a rodiče. Podle jeho vzpomínek jej v krytu dostihly výčitky svědomí nad tím, co za války dělal. Po náletu získal radu od sedláka, kudy se vydat k frontové linii, a z místa zdárně uprchl. Po 10 dní se skrýval a za pomoci dalších zemědělců se dostal zpět k jednotkám americké armády, zpět ve službě byl od 10. května.:7
Trosky letadla nebyly za války německými okupačními orgány odklizeny a po válce je neřízeně rozebrali obyvatelé.

## Pohřbení
Těla tří zahynulých letců byla pohřbena v Čechách, později byla exhumována. Letci H. Moss a G. Walling jsou pohřbení na kansaském Národním hřbitově ve Fort Scott a to ve společném hrobě s Clairem Evansem, Williamem Fanningem, Williamem Meiklem a Lelandem Slanem, dalšími letci zabitými téhož dne u Plzně. Seržant Francis H. Kelley je pohřben na Národním hřbitově v missurijském Springfieldu.

## Připomínka padlých

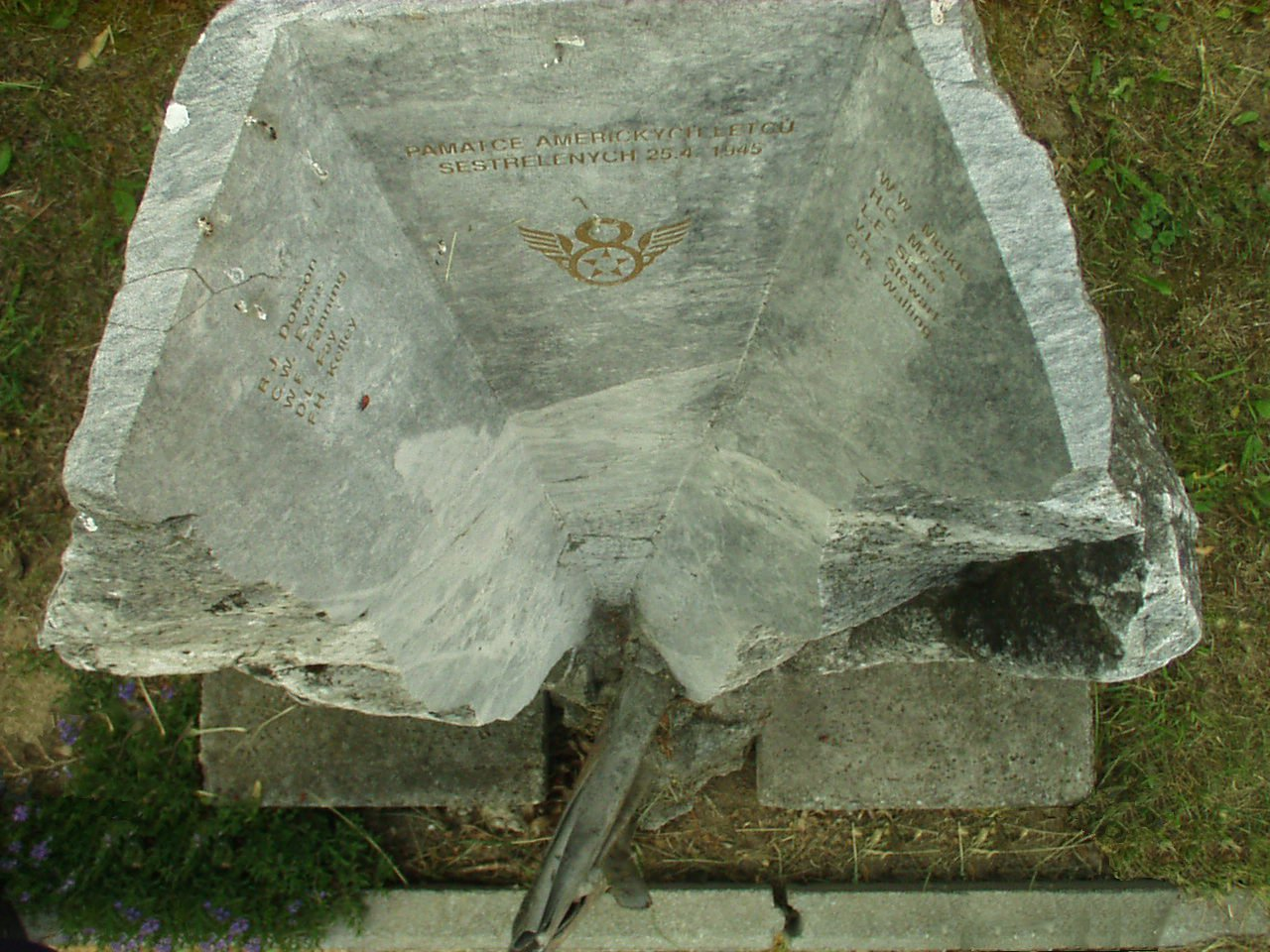
Detail památníku

Na Křimickém náměstí v Křimicích je od roku 1996 umístěn pomník věnovaný památce americkým letcům sestřeleným při tomto náletu. Na kamenném památníku vytvořeném Jaroslavem Šindelářem a obsahujícím i kus ze zříceného letadla je uvedeno deset jmen obětí z několika posádek včetně Francise Kelleyho, Henryho Mosse a Glenna Wallinga. Pomník byl na náměstí nejdříve umístěn u zdi zámku, v roce 2014 byl přesunut do parkové části náměstí a blízkosti dalších dvou památníků. U památníku se každoročně pořádají vzpomínkové akce k uctění památky padlých ve světových válkách za účasti zástupců samospráv, amerického velvyslanectví, ozbrojených složek, Military Car Clubu Plzeň a dalších hostů.